# Ardabu
Ardabu (antic persa artabe, arameu ardab) era una unitat de mesura de capacitat i líquids de Babilònia i Assíria i altres llocs de l'Orient mitjà, equivalent a 52 litres.